# Achille Campanile
Achille Campanile est un écrivain, scénariste, metteur en scène et journaliste italien né à Rome le 28 septembre 1899 et mort à Lariano le 4 janvier 1977 .

## Biographie
Il obtient le prix Viareggio à 2 reprises : en 1933 pour Cantilena all'angolo della strada (littéralement : Rengaine au coin de la rue) et en 1973 pour Manuale di conversazione (littéralement : Manuel de conversation)

## Œuvres traduites en français
- La Gifle du kilomètre 40 [« Ma che cosa è quest'amore »], trad. de Noël Félici, Paris, Éditions Georges Rochat, 1936, 270 p., réédition Le Pré aux Clercs, 1946. (BNF 31902188)
- Le Héros. Debout les morts ! [« L'Eroe »], trad. de Nino Frank, Paris, Éditions Denoël, coll. « Arc-en-ciel », 1977, 239 p. (BNF 34707567)
- Les Asperges et l'immortalité de l'âme [« Gli asparagi e l'immortalità dell'anima »], trad. de Françoise Liffran et Marie-Josée Tramuta, Paris, Éditions Balland, 1991, 237 p., réédition L'Arbre vengeur, 2023.  (ISBN 2-7158-0858-5)

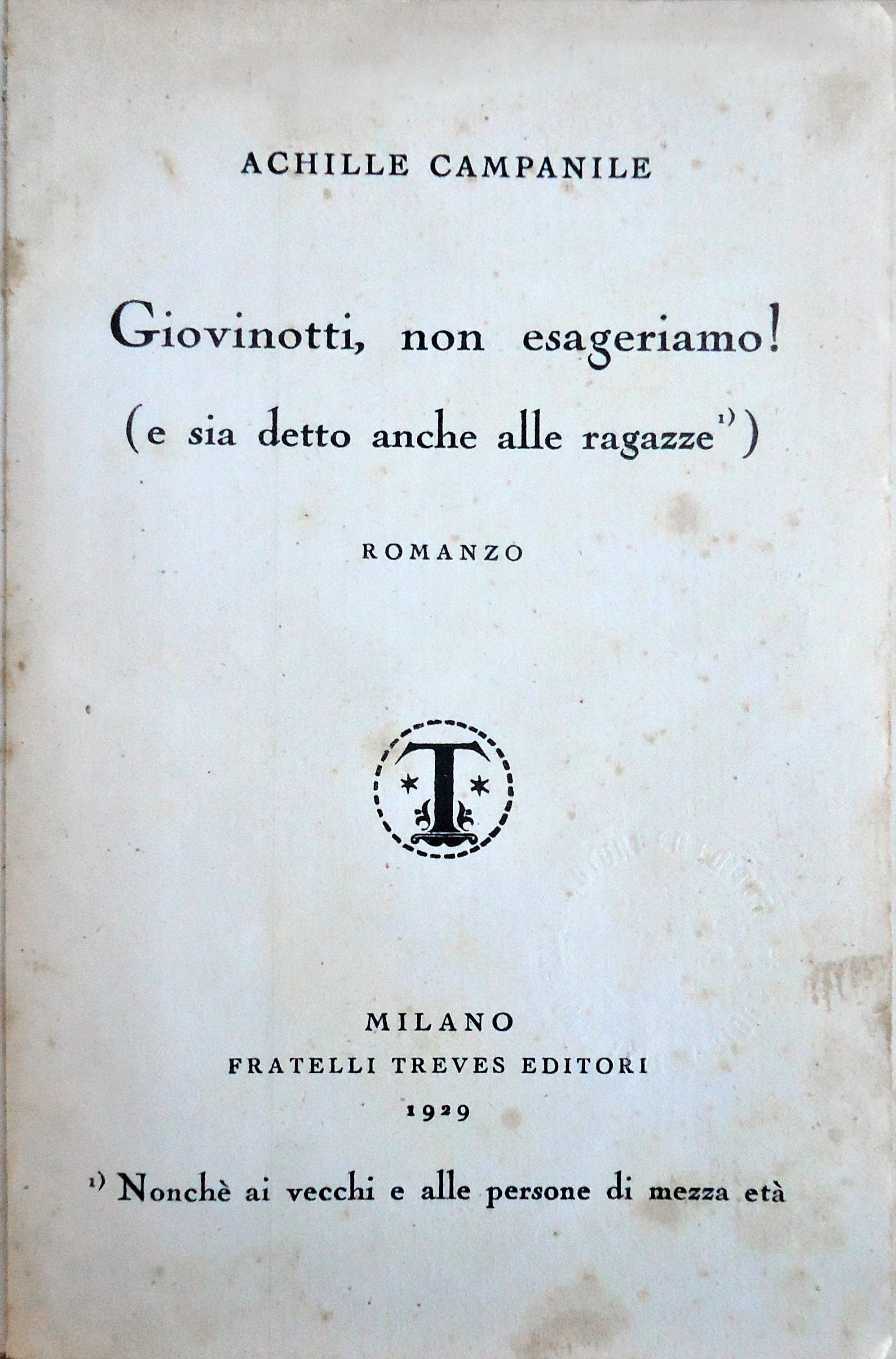
Achille Campanile, Giovinotti, non esageriamo!, 1929.

- Si la lune [« Se la luna mi porta fortuna »], trad. de Françoise Liffran, Paris, Éditions Balland, 1992, 320 p.  (ISBN 2-7158-0932-8)

## Filmographie

### Scénariste
- 1939 : Animali pazzi de Carlo Ludovico Bragaglia
- 1939 : L'amore si fa così de Carlo Ludovico Bragaglia
- 1943 : La zia di Carlo d'Alfredo Guarini
- 1943 : Senza una donna d'Alfredo Guarini
- 1944 : Le Diable au collège (Il diavolo va in collegio de Jean Boyer
- 1953 : J'ai choisi l'amour (Ho scelto l'amore) de Mario Zampi
- 1953 : Martin Toccaferro de Leonardo De Mitri
- 1954 : Ridere! Ridere! Ridere! d'Edoardo Anton
- 1954 : Quelques pas dans la vie (Tempi nostri) d'Alessandro Blasetti et Paul Paviot
- 1954 : Guai ai vinti de Raffaello Matarazzo
- 1963 : Follie d'estate d'Edoardo Anton et Carlo Infascelli